# Клер Паттерсон
Клер Кемерон Паттерсон (англ. Clair Cameron Patterson; нар. 2 червня 1922, Мітчеллвілл, США  — 5 грудня 1995, Сі-Ранч, США) — американський геохімік, що першим визначив справжній вік Землі. Також відомий своїми працями щодо дослідження свинцевого забруднення.
У співпраці з Джорджем Тілтоном, Паттерсон на основі уран-свинцевого та свинець-свинцевого методів радіоізотопного датування розробив власний метод вимірювання віку геологічних порід. За допомогою цього методу він визначив вік ізотопів свинцю в залишках метеориту Canyon Diablo, що дозволило йому оцінити вік Землі в 4,55 мільярди років з похибкою, що не перевищує 70 млн років. Ця оцінка віку Землі залишається незмінною з 1956 року.
Паттерсон вперше зіткнувся із забрудненням свинцем наприкінці 1940-х, будучи аспірантом Чиказького університету. Його тодішні праці призвели до повної переоцінки росту концентрацій свинцю в атмосфері та людському тілі через промислові причини, а наступні — до заборони свинцевих прибавок до бензину та свинцевого припою в консервних банках.
Паттерсон розробив першу технологію підтримки чистоти в лабораторних приміщеннях і створив першу чисту аналітичну лабораторію. Визначені ним принципи використовуються в сучасних лабораторіях в різних сферах науки.

## Життєпис
Клер Паттерсон народився в місті Мітчеллвілл, Айова. Його батько працював листоношею, а мати була членом шкільної ради. В Паттерсона був один брат — Пол та одна сестра — Патриція.
Ще з юних років сім'я заохочувала його інтелектуальну допитливість. Паттерсон закінчив середню школу в 1939 році, у віці 16 років. Далі вступив на хімічний факультет коледжу в Гриннеллі (близько від дому, що дозволяло Паттерсону їздити автостопом додому, щоб попрати білизну), який він закінчив в 1943 році. В коледжі він познайомився зі своєю майбутньою дружиною Лорною МакКлірі (англ. Lorna (Laurie) McCleary). Разом вони переїхали до Університету штату Айова для написання дипломної роботи, де Паттерсон отримав ступінь магістра в області молекулярної спектроскопії. Після цього їх обох було направлено на роботу на Мангеттенський проєкт, спочатку в Чиказькому університеті, а потім в Оук-Ридж, Теннессі, де Паттерсон зіткнувся з мас-спектрометрією.
Після Другої світової війни подружжя повернулось до Чикаго, де Лорна зайнялась науково-дослідною роботою в області інфрачервоної спектроскопії, щоб підтримати Паттерсона, в той час як він працював над докторським ступенем в Чиказькому університеті під керівництвом Гаррісона Брауна (англ. Harrison Brown). Навчаючись у старій лабораторії, Паттерсон зміг зробити декілька відкриттів зі свинцем, вивчення якого він продовжив пізніше в житті. Він провів кілька різних експериментів, що показали шокуючі на той час результати щодо концентрацій свинцю в атмосфері та людському тілі. Після отримання докторського ступеня в Чикаго, Паттерсон переїхав з Брауном у відділ геології (пізніше відділ геолого-планетарних наук) Каліфорнійського технологічного інституту в 1952 році, як учасники-засновники програми геохімії. Решту життя Паттерсон пропрацював в цьому інституті. У нього та Лорни народилось четверо дітей.

## Оцінка віку Землі

Анімована версія ізохрону ізотопу свинцю, який Клер Паттерсон використовував для визначення віку Сонячної системи та Землі

Коли Паттерсон повернувся до Чиказького університету, щоб працювати під керівництвом свого наукового керівника Гаррісона Брауна, останній, знаючи про досвід Паттерсона з мас-спектрометрією, об'єднав його в групу з Джорджем Тілтоном, де вони вдвох займались вивченням методів визначення геологічного віку циркону. Циркони надзвичайно зручні для датування, оскільки під час формування циркону до нього всередину можуть потрапляти крихітні домішки урану, але не свинцю. Отже, якщо свинець все таки присутній у цирконі, він утворений від процесу розпаду урану. Цей спосіб датування сьогодні відомий як U-Pb датування. Завданням науковців було вимірювати концентрацію та ізотопний склад елементів всередині циркону. Тілтон займався вимірюваннями урану, а Паттерсон — визначенням кількості і типів свинцю. Метою Паттерсона було з'ясувати склад найпершого, зародкового свинцю на Землі. Виконавши такий аналіз на метеоритах, можна було б з'ясувати вік Сонячної системи і, відповідно, Землі.
Невдовзі після того як Паттерсон і Тілтон розпочали свою роботу в 1948 році, Паттерсон зрозумів, що його зразки свинцю завжди були забруднені. Науковці знали вік магматичної породи, з якої сформувався циркон, і вимірювання Тілтона збігалися з оцінками кількості урану в цирконі в цьому віці породи, але дані Паттерсона завжди мали значне відхилення через занадто велику концентрацію свинцю. Через шість років науковці опублікували статтю про методи визначення віку кристалів циркону і Паттерсон таки здобув ступінь доктора філософії, але вони не наблизились до визначення віку Землі.
Браун зміг отримати грант від комісії з атомної енергії США для продовження робіт з визначення віку Землі, але, що ще важливіше, для замовлення нового мас-спектрометра в Пасадені для Каліфорнійського інституту. У 1953 році, за підтримки Брауна, Паттерсон зміг побудувати в інституті власну лабораторію з нуля. Він захистив лабораторію від усіх можливих шляхів забруднення, в тому числі через повітря. Паттерсон очищав кислотою усі прилади і дистилював усі хімікати, що надходили в лабораторію. По суті, він створив одне з перших  чистих приміщень, щоб запобігти забрудненню свинцем лабораторних зразків. Після цього він зміг закінчити свою роботу з метеоритом Canyon Diablo. Паттерсон використовував мас-спектрометр Аргонської національної лабораторії на зразках залізо-метеоритного свинцю для збору даних про наявну в зразках кількість ізотопів свинців. Отримавши нові дані, в 1956 році він опублікував «Вік метеоритів і Землі» (англ. Age of Meteorites and the Earth), першу працю, де було визначно справжній вік Сонячної системи, який становив 4,550 млрд років ± 70 млн років.
До цього відкриття, вважалось, що вік Землі становить близько 3,3 мільярда років, тому багато хто був дуже здивований, виявивши, що фактичний вік Землі набагато більший. Паттерсон добре впорався з раптовою популярністю, яка з'явилася після відкриття, він повторював «ми зробили це» в різних інтерв'ю, розділяючи честь відкриття зі своїми колегами-науковцями, які працювали разом з ним.

## Відстеження геохімічної еволюції Землі
Маючи можливість виділяти мікрограми свинцю зі звичайних порід та визначати його ізотопний склад, Паттерсон почав досліджувати свинець в зразках океанічних відкладень з Атлантичного та Тихого океанів. Досліджуючи відкладення, що формувались в різні часові періоди з нашарувань змитих в океан частинок суші, він зміг визначити, що кількість свинцю у верхніх шарах приблизно в 80 разів перевищує кількість, що відклалась в шарах, сформованих в більш ранні часові періоди. Паттерсон встановив, що антропогенне збільшення кількості свинцю призвело до надмірного розбалансування його геохімічного циклу.
Через обмеження доступних аналітичних процедур вчений використовував інші підходи. Він виявив, що на глибині вода в океанах містить у 20 разів менше свинцю, ніж на поверхні, що було нетипово для подібних металів, таких як барій. Встановлені дані суперечили загальноприйнятій думці, що концентрації свинцю зросли лише в два рази вище природнього рівня.
Паттерсон повернувся до вивчення проблем своїх перших експериментів та забруднення свинцем, яке він виявляв у відібраних для аналізу зразках. Досліджуючи крижані керни з Гренландії, відібрані у 1964 році та з Антарктиди в 1965 році, він визначив, що рівень свинцю в атмосфері почав стабільно та небезпечно зростати незабаром після того, як розпочалось масштабне використання тетраетилсвинцю у виробництві палива, задля збільшення його октанового числа. Цей, а також інші способи використання свинцю у промисловості, як з'ясував Паттерсон, і стали причиною забруднення експериментальних зразків. Через важливість наслідків результатів його досліджень для охорони здоров'я, він присвятив решту свого життя кампаніям, спрямованим на боротьбу за зменшення кількості свинцю в навколишньому середовищі.

## Кампанія проти забруднення свинцем

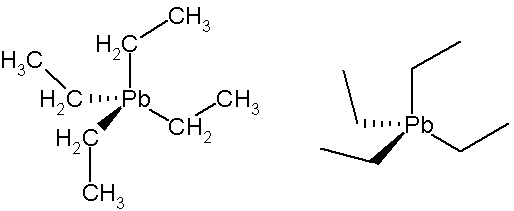
Тетраетилсвинець все ще використовується як добавка до деяких видів палива, може всмоктуватися в тіло через шкіру.

Починаючи з публікації своєї статті «Забруднене та природне свинцеве середовище людини» (англ. Contaminated and Natural Lead Environments of Man) у 1965 році, Паттерсон намагався залучити увагу громадськості до проблем підвищення рівня свинцю в навколишньому середовищі та їжі через промислові причини. Однак, можливо частково через критику експериментальних методів інших вчених, він зіткнувся з сильною опозицією визнаних експертів, таких як Роберт А. Кехо.
У намаганні заборонити додавання свинцю до бензину, Паттерсон боровся проти лобіювання компанії Ethyl Corporation (на якій працював Кехо), зі спадщиною Томаса Міджлі, яка включала тетраетилсвинець і хлорфторвуглеводні і проти адитивної галузі в цілому. У книзі «Коротка історія майже всього на світі» (англ. A Short History of Nearly Everything) автор Білл Брайсон зазначає, що після критики Паттерсона в бік свинцевої промисловості, йому було відмовлено в контрактах з багатьма науково-дослідними організаціями, в тому числі з нібито нейтральною службою охорони здоров'я США. У 1971 році він був виключений з національної дослідницької ради США по забрудненню атмосфери свинцем — це виключення було дивним, враховуючи, що він був експертом з цього питання на той час.
В 1975 році в США вийшло розпорядження про використання неетильованого бензину для захисту каталітичних нейтралізаторів у всіх нових автомобілях, що спільно із зусиллями Паттерсона призвело до поступового припинення виробництва і виключення свинцю з усіх стандартів автомобільного бензину в Сполучених Штатах в 1986 році. За даними досліджень, рівень свинцю в крові американців, впав на 80 % до кінця 1990-х років.
Більшість людей погоджувались з аргументами Роберта Кехо, посилаючись на «нормальний рівень» свинцю в крові, ґрунті та повітрі, тобто значення, близькі до середніх. Вони припускали, що оскільки рівні були однаковими, вони були нешкідливими. «Нормальний» також деякою мірою означає «природний». Паттерсон стверджував, що визначення «нормальний» має бути заміненено на «типовий» і що те, що певний рівень свинцю є звичним явищем, не означає, що він є нешкідливим. «Природний», наполягав він, це рівень концентрації свинцю, який існував в організмі чи навколишньому середовищі до забруднень людьми, що часто відбувались через технологічні досягнення.

По мірі того, як стандарти безпеки щодо свинцю стають жорсткішими, все менше дітей в США мають підвищений рівень свинцю в організмі.

Завдяки надчистій лабораторії, яка вважається однією з перших чистих кімнат, вимірювання співвідношень ізотопів Паттерсоном не містило тих забруднень, які призводили до неправильних результатів експериментів Кехо та інших. В той час, як Кехо вимірював рівень свинцю у «незабруднених» робітників на заводах з добування тетраетилсвинцю та мексиканських фермерів, Паттерсон вивчав мумії до Залізної доби та зразки тунця з пелагічної зони океану. Паттерсон в дослідженнях опирався на те, що людство лише нещодавно суттєво збільшило концентрацію свинцю в навколишньому середовищі і цей короткий кількатисячолітній проміжок часу абсолютно нікчемний в дарвінівському масштабі часу і тому недостатній для вироблення в організмі людини адаптивних реакцій.
Паттерсон також досліджував харчову промисловість, де недоліки в експериментальних дослідженнях приховували реальне підвищення рівня свинцю. В одному з досліджень Паттерсон виявив збільшення рівня свинцю з 0,3 до 1400 нанограмм на грам в деяких рибних консервах, в той час як офіційна лабораторія повідомляла про збільшення з 400 до 700 нанограм. Паттерсон також порівнював рівень свинцю, барію і кальцію в 1600 літніх перуанських скелетах. Дослідження показали збільшення вмісту свинцю в сучасних людських кістках в 700—1200 разів порівняно з концентраціями свинцю в древніх скелетах, в той час, як концентрації барію та кальцію були порівняно однаковими.
У 1978 році Паттерсон був призначений до складу Національної дослідницької ради, яка погодилась з положеннями про забруднення свинцем та необхідністю його скорочення, але деякі члени ради аргументували необхідність подальших досліджень перш ніж здійснювати якісь активні дії в цьому напрямку. В результаті Паттерсон підготував звіт на 78 сторінках, в якому стверджував, що заходи контролю повинні розпочатися негайно, в тому числі над виробництвом бензину, контейнерів для їжі, фарби, глазурі та систем водопостачання. Тридцять років по тому, більшість описаних вимог були прийняті та реалізовані в Сполучених Штатах і в багатьох інших частинах світу.

## Смерть
Клер Паттерсон помер 5 грудня 1995 року в своєму домі в місті Сі-Ранч, у віці 73 років. Як повідомляється, причиною його смерті став важкий напад бронхіальної астми.

## Нагороди
- Медаль Лоуренса Сміта, 1973 (Національна академія наук США)
- Премія В. М. Гольдшмідта, 1980 (Геохімічне товариство)
- Премія Тайлера за природоохоронні досягнення, 1995 (Університет Південної Каліфорнії)